# Nilus majungensis
Nilus majungensis is een spinnensoort uit de familie van de kraamwebspinnen (Pisauridae).
De wetenschappelijke naam van de soort werd, als Thalassius majungensis, voor het eerst geldig gepubliceerd in 1907 door Embrik Strand.